# Olympische Winterspiele 2014/Skispringen
Bei den XXII. Olympischen Winterspielen 2014 in Sotschi fanden vier Wettbewerbe im Skispringen statt. Erstmals stand in der olympischen Geschichte ein Skisprungwettbewerb der Frauen auf dem Programm. Austragungsort war das Skisprungzentrum RusSki Gorki im Ortsteil Esto-Sadok von Krasnaja Poljana.
Weitreichende Probleme gibt es mit der Nachnutzung erbauter Sportstätten, mit Eingriffen in die Natur und hinsichtlich dem, was für die Menschen in Sotschi selber übrig bleibt. Die auf den Spielen v. a. nachträglich lastende Dopingproblematik wirkte sich im Skispringen nicht ganz so extrem aus wie in anderen Sportarten. Das liegt vorwiegend daran, dass es so gut wie keine russischen Skispringer auf Weltniveau gibt.

## Bilanz

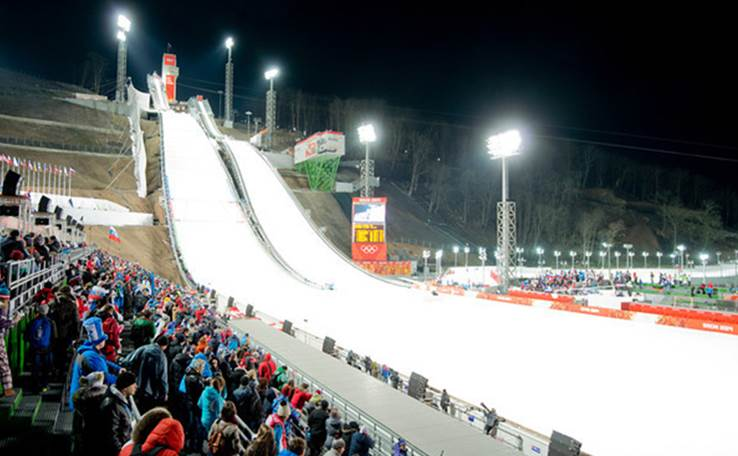
Skisprunganlage

### Medaillenspiegel
| Platz | Land        | Gold | Silber | Bronze | Gesamt |
| ----- | ----------- | ---- | ------ | ------ | ------ |
| 1     | Deutschland | 2    | –      | –      | 2      |
| 1     | Polen       | 2    | –      | –      | 2      |
| 3     | Österreich  | –    | 2      | –      | 2      |
| 4     | Japan       | –    | 1      | 1      | 2      |
| 4     | Slowenien   | –    | 1      | 1      | 2      |
| 6     | Frankreich  | –    | –      | 1      | 1      |
| 6     | Norwegen    | –    | –      | 1      | 1      |

### Medaillengewinner
| Konkurrenz    | Gold                                                                   | Silber                                                                             | Bronze                                                    |
| ------------- | ---------------------------------------------------------------------- | ---------------------------------------------------------------------------------- | --------------------------------------------------------- |
| Normalschanze | Kamil Stoch                                                            | Peter Prevc                                                                        | Anders Bardal                                             |
| Großschanze   | Kamil Stoch                                                            | Noriaki Kasai                                                                      | Peter Prevc                                               |
| Mannschaft    | DeutschlandSeverin Freund Marinus Kraus Andreas Wank Andreas Wellinger | ÖsterreichThomas Diethart Michael Hayböck Thomas Morgenstern Gregor Schlierenzauer | JapanDaiki Itō Noriaki Kasai Reruhi Shimizu Taku Takeuchi |

| Konkurrenz    | Gold        | Silber                 | Bronze        |
| ------------- | ----------- | ---------------------- | ------------- |
| Normalschanze | Carina Vogt | Daniela Iraschko-Stolz | Coline Mattel |

## Quotenplätze
Die FIS beschränkte die Anzahl der teilnahmeberechtigten Athleten auf 70 Männer und 30 Frauen. Pro Land wurden maximal fünf Quotenplätze an Männer und vier an Frauen vergeben. Für die Anzahl an Quotenplätzen je Land waren Punkte aus dem Weltcup, dem Grand Prix und dem Continental Cup ausschlaggebend, die innerhalb der Qualifikationsperiode von Juli 2012 bis zum 19. Januar 2014 erzielt wurden. Aus ihnen wurde die Olympic Quota Allocation List errechnet. Für Quotenplätze, die von Ländern nicht in Anspruch genommen wurden, gab es Nachrücker. Dadurch ergab sich die Ski Jumping assigned quota list for Olympic Games 2014.
Länder mit mindestens vier Quotenplätzen für Männer hatten die Möglichkeit, am Teamspringen teilzunehmen. Für Qualifikationen zu Einzelspringen konnten pro Land maximal vier Athleten nominiert werden; da neun Länder über fünf Quotenplätze für Männer verfügten, entfielen neun Startplätze; die Qualifikationen zu Einzelspringen der Männer wurden daher mit 61 Athleten gestartet.
| Land               | Männer | Frauen | Gesamt |
| ------------------ | ------ | ------ | ------ |
| Österreich         | 5      | 3      | 8      |
| Bulgarien          | 1      |        | 1      |
| Kanada             | 4      | 2      | 6      |
| Tschechien         | 5      |        | 5      |
| Estland            | 2      |        | 2      |
| Finnland           | 5      | 1      | 6      |
| Frankreich         | 1      | 3      | 4      |
| Deutschland        | 5      | 4      | 9      |
| Griechenland       | 1      |        | 1      |
| Italien            | 3      | 2      | 5      |
| Japan              | 5      | 3      | 8      |
| Kasachstan         | 2      |        | 2      |
| Südkorea           | 4      |        | 4      |
| Norwegen           | 5      | 3      | 8      |
| Polen              | 5      |        | 5      |
| Rumänien           | 1      |        | 1      |
| Russland           | 5      | 1      | 6      |
| Slowenien          | 5      | 4      | 9      |
| Schweiz            | 2      | 1      | 3      |
| Vereinigte Staaten | 4      | 3      | 7      |
| Gesamt             | 70     | 30     | 100    |

## Ergebnisse Männer

### Normalschanze
| Platz | Land | Sportler              | Weiten (m)    | Punkte |
| ----- | ---- | --------------------- | ------------- | ------ |
| 1     | POL  | Kamil Stoch           | 105,5 / 103,5 | 278,0  |
| 2     | SLO  | Peter Prevc           | 102,5 / 099,0 | 265,3  |
| 3     | NOR  | Anders Bardal         | 101,5 / 098,5 | 264,1  |
| 4     | AUT  | Thomas Diethart       | 099,0 / 098,0 | 258,3  |
| 5     | AUT  | Michael Hayböck       | 101,0 / 098,5 | 258,0  |
| 6     | GER  | Andreas Wellinger     | 096,0 / 101,5 | 257,1  |
| 7     | POL  | Maciej Kot            | 101,5 / 098,5 | 255,8  |
| 8     | JPN  | Noriaki Kasai         | 101,5 / 100,0 | 255,2  |
| 9     | SLO  | Jernej Damjan         | 099,5 / 101,0 | 254,7  |
| 10    | GER  | Andreas Wank          | 101,0 / 097,0 | 253,4  |
| 11    | AUT  | Gregor Schlierenzauer | 096,0 / 101,0 | 253,3  |
|       |      |                       |               |        |
| 14    | AUT  | Thomas Morgenstern    | 097,5 / 101,0 | 251,6  |
| 17    | SUI  | Simon Ammann          | 096,0 / 101,0 | 246,6  |
| 20    | GER  | Richard Freitag       | 100,5 / 097,5 | 243,7  |
| 25    | SUI  | Gregor Deschwanden    | 100,5 / 096,5 | 239,3  |
| 31    | GER  | Severin Freund        | 099,5 / 093,5 | 217,7  |

Qualifikation: 8. Februar 2014, 20:30 Uhr 

Wettkampf: 9. Februar 2014, 21:30 Uhr 

Hillsize: 106 m; K-Punkt: 95 m 

61 Teilnehmer aus 20 Ländern, davon 48 in der Wertung.

### Großschanze
| Platz | Land | Sportler              | Weiten (m)    | Punkte |
| ----- | ---- | --------------------- | ------------- | ------ |
| 1     | POL  | Kamil Stoch           | 139,0 / 132,5 | 278,7  |
| 2     | JPN  | Noriaki Kasai         | 139,0 / 133,5 | 277,4  |
| 3     | SLO  | Peter Prevc           | 135,0 / 131,0 | 274,8  |
| 4     | GER  | Severin Freund        | 138,0 / 129,5 | 272,2  |
| 5     | NOR  | Anders Fannemel       | 132,0 / 132,0 | 264,3  |
| 6     | GER  | Marinus Kraus         | 131,0 / 140,0 | 257,4  |
| 7     | AUT  | Gregor Schlierenzauer | 132,5 / 130,5 | 255,2  |
| 8     | AUT  | Michael Hayböck       | 134,0 / 125,5 | 254,7  |
| 9     | JPN  | Daiki Itō             | 137,5 / 124,0 | 252,5  |
| 10    | JPN  | Reruhi Shimizu        | 130,0 / 134,5 | 252,2  |
|       |      |                       |               |        |
| 14    | SUI  | Gregor Deschwanden    | 134,5 / 123,0 | 247,4  |
| 21    | GER  | Richard Freitag       | 122,5 / 126,5 | 242,1  |
| 23    | SUI  | Simon Ammann          | 125,5 / 131,0 | 239,2  |
| 32    | AUT  | Thomas Diethart       | 109,1 / –     | 126,5  |
| 40    | AUT  | Thomas Morgenstern    | 106,3 / –     | 122,0  |
| 45    | GER  | Andreas Wellinger     | 096,6 / –     | 117,0  |

Qualifikation: 14. Februar 2014, 21:30 Uhr 

Wettkampf: 15. Februar 2014, 21:30 Uhr 

Hillsize: 140 m; K-Punkt: 125 m 

61 Teilnehmer aus 20 Ländern, davon 48 in der Wertung.

### Mannschaftsspringen
| Platz                               | Land / Sportler                                                                      | Weiten (m)                                              | Punkte                         |
| ----------------------------------- | ------------------------------------------------------------------------------------ | ------------------------------------------------------- | ------------------------------ |
| 1                                   | Deutschland Andreas Wank Marinus Kraus Andreas Wellinger Severin Freund              | 132,0 / 128,0 136,5 / 134,5 133,0 / 134,5 131,5 / 131,0 | 1041,1 248,7 268,1 259,2 265,1 |
| 2                                   | Österreich Michael Hayböck Thomas Morgenstern Thomas Diethart Gregor Schlierenzauer  | 134,0 / 130,0 129,0 / 133,5 136,0 / 132,5 128,5 / 132,0 | 1038,4 258,1 254,2 266,2 259,9 |
| 3                                   | Japan Reruhi Shimizu Taku Takeuchi Daiki Itō Noriaki Kasai                           | 132,5 / 131,5 127,0 / 130,0 130,5 / 132,0 134,0 / 134,0 | 1024,9 260,4 238,4 257,3 268,8 |
| 4                                   | Polen Maciej Kot Piotr Żyła Jan Ziobro Kamil Stoch                                   | 131,5 / 129,0 121,0 / 132,0 130,5 / 133,0 130,5 / 135,0 | 1011,8 251,8 233,5 257,5 269,0 |
| 5                                   | Slowenien Jurij Tepeš Robert Kranjec Jernej Damjan Peter Prevc                       | 133,0 / 126,5 120,5 / 131,0 128,0 / 130,5 133,5 / 136,0 | 995,6 248,3 225,8 244,8 276,7  |
| 6                                   | Norwegen Anders Bardal Anders Fannemel Anders Jacobsen Rune Velta                    | 137,5 / 133,0 129,5 / 133,0 119,0 / 130,5 125,0 / 125,5 | 990,7 272,5 248,8 237,3 232,1  |
| 7                                   | Tschechien Jakub Janda Antonín Hájek Roman Koudelka Jan Matura                       | 131,0 / 127,5 128,0 / 131,0 122,5 / 130,5 122,5 / 127,5 | 967,8 244,9 247,5 248,2 227,2  |
| 8                                   | Finnland Anssi Koivuranta Jarkko Määttä Olli Muotka Janne Ahonen                     | 129,5 / 130,0 128,5 / 124,0 123,0 / 126,0 124,5 / 132,0 | 942,8 247,3 227,6 227,3 240,6  |
| nach dem 1. Durchgang ausgeschieden |                                                                                      |                                                         |                                |
| 9                                   | Russland Ilmir Chasetdinow Alexei Romaschow Dmitri Wassiljew Denis Kornilow          | 121,0 124,5 123,5 118,5                                 | 422,3 102,1 108,5 113,2 098,5  |
| 10                                  | Vereinigte Staaten Peter Frenette Nicholas Fairall Anders Johnson Nicholas Alexander | 113,0 120,5 119,0 126,5                                 | 402,5 084,2 102,0 101,9 114,4  |
| 11                                  | Südkorea Kang Chil-gu Kim Hyun-ki Choi Heung-chul Choi Seou                          | 116,5 126,0 117,0 117,0                                 | 402,0 091,2 113,5 099,5 097,8  |
| 12                                  | Kanada Trevor Morrice Dusty Korek Matthew Rowley MacKenzie Boyd-Clowes               | 117,5 121,5 125,5 123,5                                 | 399,2 094,3 102,6 094,7 107,6  |

Datum: 17. Februar 2014, 21:15 Uhr 

Hillsize: 140 m; K-Punkt: 125 m 

12 Teams am Start, alle in der Wertung.

## Ergebnisse Frauen

### Normalschanze
| Platz | Land | Sportler               | Weiten (m)    | Punkte |
| ----- | ---- | ---------------------- | ------------- | ------ |
| 1     | GER  | Carina Vogt            | 103,0 / 097,5 | 247,4  |
| 2     | AUT  | Daniela Iraschko-Stolz | 098,5 / 104,5 | 246,2  |
| 3     | FRA  | Coline Mattel          | 099,5 / 097,5 | 245,2  |
| 4     | JPN  | Sara Takanashi         | 100,0 / 098,5 | 243,0  |
| 5     | ITA  | Evelyn Insam           | 098,5 / 099,0 | 242,2  |
| 6     | SLO  | Maja Vtič              | 100,5 / 100,5 | 241,9  |
| 7     | JPN  | Yūki Itō               | 097,5 / 101,0 | 241,8  |
| 8     | NOR  | Maren Lundby           | 097,0 / 100,0 | 235,5  |
| 9     | NOR  | Line Jahr              | 097,5 / 098,5 | 234,6  |
| 10    | USA  | Jessica Jerome         | 097,0 / 099,0 | 234,1  |
|       |      |                        |               |        |
| 18    | SUI  | Bigna Windmüller       | 096,0 / 096,0 | 220,7  |
| 22    | GER  | Ulrike Gräßler         | 094,0 / 091,5 | 214,9  |
| 23    | GER  | Katharina Althaus      | 090,5 / 092,5 | 211,8  |
| 25    | AUT  | Chiara Hölzl           | 092,0 / 096,0 | 207,1  |
| 28    | GER  | Gianina Ernst          | 090,5 / 087,5 | 192,7  |

Datum: 11. Februar 2014, 21:30 Uhr 

Hillsize: 106 m; K-Punkt: 95 m 

30 Teilnehmerinnen aus 12 Ländern, alle in der Wertung.